# Difenyldiselenid
Difenyldiselenid je organická sloučenina se vzorcem (C6H5)2Se2, zkracovaným na Ph2Se2, jedná se o oxidovaný derivát benzenselenolu. Používá se v organické syntéze jako zdroj PhSe skupin.

## Příprava a vlastnosti
Ph2Se2 se připravuje oxidací benzenselenoátu, konjugované zásady benzenselenolu, získávané z odpovídajícího Grignardova činidla:
PhMgBr + Se → PhSeMgBr
2 PhSeMgBr + Br2 → Ph2Se2 + 2 MgBr2
Molekula vykazuje C2-symetrii, podobně jako peroxid vodíku a jiné podobné molekuly. Délka vazby Se-Se činí 229 pm, dihedrální úhel C-Se-Se-C má velikost 82° a vazebný úhel C-Se-Se je přibližně 110°.

## Použití
Dfenyldiselenid zmírňuje následky otravy methylrtutí u amurů bílých.

## Reakce
Typickou reakcí Ph2Se2 je jeho redukce:
Ph2Se2 + 2 Na → 2 PhSeNa
PhSeNa je nukleofil používaný na tvorbu fenylselenylových skupin nukleofilními substitucemi alkylhalogenidů, alkylsulfonátů (mesylátů nebo tosylátů) a epoxidů. Níže je uvedena reakce použitá při přípravě morfinu.
Další reakcí je chlorace:
Ph2Se2 + Cl2 → 2 PhSeCl
PhSeCl má elektrofilní vlastnosti a slouží k zavádění PhSe skupin reakcemi s nukleofily, jako jsou enoláty, silylenolethery, Grignardova činidla, organolithné sloučeniny, alkeny, a aminy. V níže zobrazené posloupnosti reakcí, tvořící ranou část syntézy strychnofolinu, se PhSe skupina tvoří reakcí laktamenolátu s PhSeCl;
Tímto způsobem lze převádět karbonylové sloučeniny na jejich α,β-nenasycené analogy.
Difenyldiselenid je také zdrojem slabě elektrofilní skupiny PhSe v reakcích se silnými nukleofily, jako jsou Grignardova činidla, organolithné sloučeniny a enoláty esterů (ale ne enoláty ketonů nebo slabšími nukleofily). PhSeCl je reaktivnější i účinnější, protože u Ph2Se2 se spotřebuje jen polovina selenu.
Ph2Se2 + Nu− → PhSeNu + PhSe−
PhSeCl může být nahrazen N-fenylselenoftalimidem (N-PSP) tam, kde by sám byl příliš silný a difenyldiselenid příliš slabý.